# Eburodacrys quadridens
Eburodacrys quadridens là một loài bọ cánh cứng trong họ Cerambycidae.